# Rødding (Vejen)
Rødding is een plaats en voormalige gemeente in de Deense regio Zuid-Denemarken, gemeente Vejen. De plaats telt 2678 inwoners (2020).

## Voormalige gemeente
De oppervlakte bedroeg 273,28 km². De gemeente telde 10.915 inwoners waarvan 5554 mannen en 5361 vrouwen (cijfers 2005). Bij de herindeling van 2007 werd de gemeente bij Vejen gevoegd.

## Station
Rødding was in het verleden een eindpunt in het netwerk van de voormalige Haderslebener Kreisbahn. Deze spoorlijn, aangelegd in de Duitse tijd, verbond het dorp met de toenmalige hoofdplaats van het Haderslev Amt.
- Virtual International Authority File: 236546527